# Mucambo
Mucambo este un oraș în statul Ceará (CE) din Brazilia.